# Akbar II
Akbar II hay còn được gọi là Akbar Shah II, là Hoàng đế Mogul thứ mười chín của Ấn Độ. Ông là con trai thứ hai của Shah Alam II và là cha của Bahadur Shah II